# Sint-Hubertuskerk (Sint-Huibrechts-Hern)

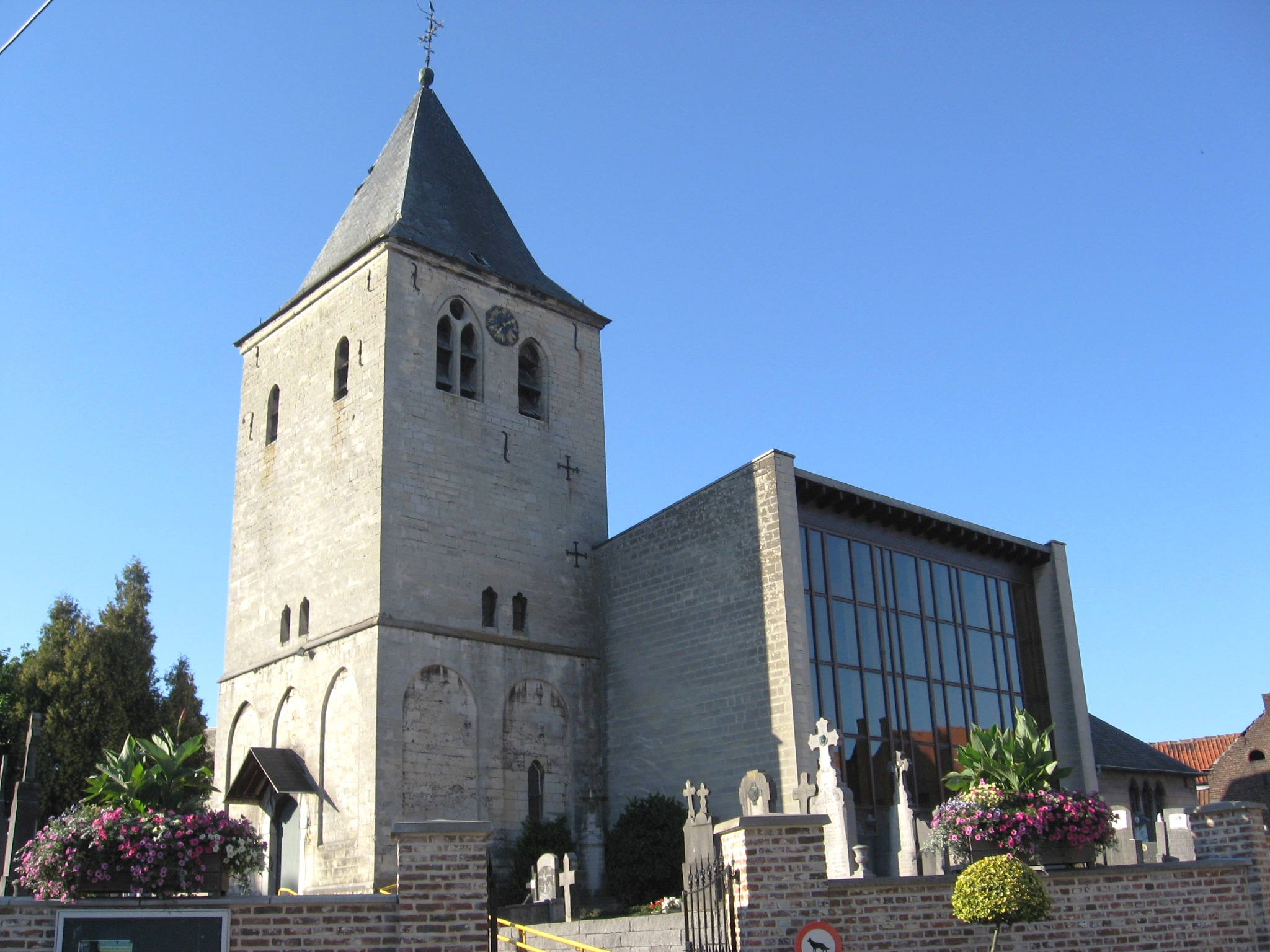
Sint-Hubertuskerk

De Sint-Hubertuskerk is de parochiekerk van Sint-Huibrechts-Hern in de Belgische provincie Limburg, gelegen aan de Sint-Hubertusstraat 2 aldaar.
Hier stond een vroeggotische kerk uit de 13e en 14e eeuw, welke in 1904 gesloopt werd. Daarbij bleven de toren en het koor gespaard. Het schip werd echter door een breder schip vervangen, maar ontwerp van Mathieu Christiaens. In 1965 werd ook dit schip vervangen, en wel door een modernistische zaalkerk, waarvan de as loodrecht op dat van de oorspronkelijke, georiënteerde, kerk werd geprojecteerd. Architecten waren Joseph Deré en Janssens.
De kerk was onderhorig aan die van Hoeselt, maar ze groeide uit tot een belangrijk bedevaartsoord naar Sint-Hubertus. Het ritueel van het branden van vee met de Hubertussleutel bleef nog tot in de 20e eeuw in gebruik. In 1256 verwierf de rector van Hern, gezien het belang van zijn kerkje, extra rechten, zoals het toedienen van de laatste sacramenten. Niet lang daarna werd het vroeggotische kerkje gebouwd.
Na de Franse tijd werd de parochie afhankelijk van de kerk van Schalkhoven, om pas in 1834 zelfstandigheid te verwerven.
De vierkante toren was oorspronkelijk een westtoren. Ze is uitgevoerd in mergelsteen. In het oude koor werden in 1965 zeldzame fresco's gevonden, die in de 13e eeuw waren aangebracht en eeuwenlang overdekt zijn geweest, welke gebeurtenissen uit het leven van Sint-Hubertus uitbeelden. De fresco's zijn uit de tijd van Jan van Elderen, Heer van Hern, die later monnik en prior werd in de Abdij van Sint-Hubertus de Saint-Hubert.
De kerk bezit een gepolychromeerd houten Sint-Hubertusbeeld uit omstreeks 1300, een Sint-Antonius en een Kruisbeeld, beide 17e-eeuws en in gepolychromeerd hout. Ook is er een geschilderde Hubertuslegende uit de 18e eeuw. De glas-in-loodramen zijn vervaardigd door de gebroeders Rooyen in 1899.
Op het kerkhof bevinden zich enkele 17e- en 18e-eeuwse grafmonumenten.